# Jiang Qin
Jiang Qin, 蒋钦, Jiǎng Qīn,  Großjährigkeitsname Gongyi, 公奕, Gōng Yì (* 168; † 219), war ein General der Wu-Dynastie zur Zeit der Drei Reiche im alten China.
Aus historischen Quellen ist über sein Leben kaum etwas bekannt. Im klassischen Roman Die Geschichte der Drei Reiche von Luo Guanzhong wird Jiang Qin als Pirat dargestellt, der sich zusammen mit Gan Ning dem Wu-König Sun Ce anschloss, als dieser Jiang Dong von Liu Yao eroberte (197). Sun Ce vertraute Jiang Qin und verlieh ihm viele Titel. Nach Lü Mengs Invasion in Jingzhou erkrankte Jiang Qin und starb.